# جان غيوم أودينيه سيرفيل
جان غيوم أودينيه سيرفيل (بالفرنسية: Jean Guillaume Audinet-Serville)‏‏ (11 نوفمبر 1775 في باريس - 27 مارس 1858 ) عالم حشرات من فرنسا.